# Регистарске ознаке у Румунији
Садашње регистарске таблице у Румунији састоје се од црних слова на белој позадини у формату (нпр. cc 12 abc), где је CC двословна шифра округа, 12 је двоцифрена група, а ABC је група од три слова. За Букурешт, формат је B 12 ABC или B 123 ABC, где је B шифра за град Букурешт (Bucureşti), 12 и 123 је двоцифрена или троцифрена група, а ABC је група од три слова. На левој страни налази се плава вертикална трака која приказује 12 звездица Европске уније и позивни број земље Румуније (RO). Од 1992-2007. године била је румунску заставу уместо 12 звездица ЕУ

## Кодови округа
| Code | County          | Capital               |
| ---- | --------------- | --------------------- |
| B    | -               | Букурешт              |
| AB   | Алба            | Алба Јулија           |
| AG   | Арђеш           | Питешти               |
| AR   | Арад            | Арад                  |
| BC   | Бакау           | Бакау                 |
| BH   | Бихор           | Велики Вардарин       |
| BN   | Бистрица-Насауд | Бистрица              |
| BR   | Бралиа          | Бралиа                |
| BT   | Ботошани        | Ботошани              |
| BV   | Брашов          | Брашов                |
| BZ   | Бузау           | Бузау                 |
| CJ   | Клуж            | Клуж-Напока           |
| CL   | Калараши        | Каларши               |
| CS   | Караш-Северин   | Решица                |
| CT   | Констанца       | Констанца             |
| CV   | Ковасна         | Свети Ђорђе           |
| DB   | Дамбовица       | Тарговиште            |
| DJ   | Dolj            | Крајова               |
| GJ   | Горж            | Таргу Жију            |
| GL   | Галац           | Галац                 |
| GR   | Ђурђу           | Ђурђу                 |
| HD   | Хунедоара       | Дева                  |
| HR   | Харгита         | Мијеркуреја Чук       |
| IF   | Илфов           | Буфтеа                |
| IL   | Јаломица        | Слобозија             |
| IS   | Јаши            | Јаши                  |
| MH   | Мехединци       | Дробета-Турну Северин |
| MM   | Марамуреш       | Баја Маре             |
| MS   | Муреш           | Таргу Муреш           |
| NT   | Њамц            | Пјатра Њамц           |
| OT   | Олт             | Слатина               |
| PH   | Прахова         | Плоешти               |
| SB   | Сибињ           | Сибињ                 |
| SJ   | Салаж           | Залау                 |
| SM   | Сату Маре       | Сату Маре             |
| SV   | Сучава          | Сучава                |
| TL   | Тулча           | Тулча                 |
| TM   | Тимиш           | Темишвар              |
| TR   | Телеорман       | Александрија          |
| VL   | Валча           | Рамнику Валча         |
| VN   | Вранча          | Фокшани               |
| VS   | Васлуј          | Васлуј                |

## Историја

### 1900 – 1908
Прва таблица је издата Базилу Асану, Румунски инжењер, истраживач и економиста, 1900. године, са бројем 1. То је створило проблем принцу Бибеску, који је желео да има прву регистарску таблицу, па му је издата таблица број 0 (нула). Аутомобил се данас може видети у Националном музеју историје Румуније  
Таблице су имале једноставан облик белих бројева на црној позадини. Бројеви су припадали власнику а не аутомобилу, а списак власника и њихови бројеви објављивани су месечно у часопису "Revista Automobilă", који су уређивали Румунски аутомобилски клубови. Како је било тако мало аутомобила (1908. године само 139), није било потребно да се на регистарској таблици бележи регион. Регистрација је извршио градоначелник Букурешта.
Објављени спискови показују да су бројеви додељени редоследом којим су тражени.

### 1908 – 1966
Дана 15. августа 1908, у писму које је Румунски аутомобилски клуб послао главном комесару полиције помиње се потреба за новим системом регистарских таблица. Нови систем је врло брзо одобрила полиција и већ се може видети аутомобил који је учествовао на трци 26. октобра 1908. са бројем „9-Bc“ (Букурешт). 
Како је нови систем постајао све уобичајенији, округ се обично означавао додавањем цртице и регионалне скраћенице (главних слова главног града жупаније). Округ Илфов, на пример, представљао је B за Букурешт ( п.н. пре 1914), док је Крајова, Cv, представљала Долж .

### 1966 - 1993
До 1960-их сви регионални кодови су садржала два слова и били написани великим словима. 1966. године систем таблица је ремонтован. Нове таблице су издате у формату aa-BB-ccccc

### 1992 – 2007
Стил таблице је промењен 1992. године, када су уведене нове таблице, са системом нумерисања који је и дан данас у употреби. Накратко су се таблице издавале по старом систему, све до краја маја 1993. године. Старе таблице су се користиле све до 2000. године.
На таблицама издатим пре 1. јануара 2007. уместо 12 европских звезда коришћена је застава Румуније, али након што се румунија придружила ЕУ, застава је замењена звездицама.